# Ewa Kopacz
Ewa Bożena Kopacz (født 3. december 1956 i Skaryszew, Województwo mazowieckie) er en polsk læge og politiker (Borgerplatformen). Hun var landets sundhedsminister fra 2007 til 2011, og fra 2011 til 2014 var hun formand for Sejm, underhuset i Polens parlament. 
Hun blev udnævnt som polsk ministerpræsident den 22. september 2014.
Borgerplatformen tabte parlamentsvalget den 25. oktober 2015, og Ewa Kopacz blev afløst som regeringsleder af Beata Szydło.

## Norsk Wikipedia
Artiklen bygger delvist på Norsk Wikipedia.